# Clivus
En anatomía humana, recibe el nombre de clivus una formación ósea situada en la base del cráneo. Está formado por la unión del cuerpo del hueso esfenoides con la porción media del hueso occipital. Puede observarse con claridad en la cara interna de la base del cráneo, limita por delante con la silla turca, por detrás con el agujero magno y en la región derecha e izquierda con los dos peñascos de los huesos temporales. Puede dividirse en tres sectores, el clivus superior, más cercano a la silla turca, el clivus medio y el clivus inferior próximo al agujero magno. Infrecuentemente se desarrollan tumores óseos malignos en el área del clivus, entre ellos el cordoma de clivus y el condrosarcoma de clivus. 

## Descripción
El esfenoides comunica el cerebro con las órbitas, cara y cuello suprahioideo. Forma la parte superior del clivus, las alas mayores, las alas menores y los procesos pterigoideos. El clivus es la parte de la base del cráneo que conecta el dorso selar y foramen mágnum. Está formado por parte del cuerpo del esfenoides y el basioccipucio. Inferiormente esta limitado por el nasofarinx.
El clivus es un punto de referencia importante para verificar la alineación anatómica atlantooccipital; el clivus, cuando se ve en una radiografía lateral de la columna C, forma una línea que, si se extiende, se conoce como línea del clivus de Wackenheim. La línea del clivus de Wackenheim debe pasar a través de las guaridas del eje o ser tangencial a él.
El nervio abducens (par craneal VI) recorre el clivus durante su curso. El aumento de la presión intracraneal puede atrapar el nervio en este punto y provocar signos de parálisis.

## Fracturas
Las fracturas en la región del clivus generalmente se asocian con un traumatismo craneal cerrado. Pueden causar muchos déficits de pares craneales y complicaciones vasculares. La tasa de mortalidad es alta debido a traumatismos del tallo cerebral u oclusión vertebrobasilar. El diagnóstico de fractura de clivus (FQ) es difícil con la radiografía craneal de rutina debido a la presencia de densos huesos temporales petrosos.